# 周綡
周綡（1486年—？），字仲義，錦衣衛官籍浙江遂昌縣人，明朝政治人物。

## 生平
正德十四年（1521年）辛巳科順天府鄉試第八十五名舉人。正德十六年（1521年）中式辛巳科會試第一百五十九名，登第三甲第四十二名進士。授河南仪封县知县。

## 家族
曾祖周得安；祖父周謙，贈百戶；父周澄，母閔氏。永感下。兄周綬（正千户、武舉人）、弟周紘。